# Dryopteris chimingiana
Dryopteris chimingiana là một loài dương xỉ trong họ Dryopteridaceae. Loài này được Ching ex K.H.Shing & J.F.Cheng mô tả khoa học đầu tiên năm 1990.
Danh pháp khoa học của loài này chưa được làm sáng tỏ. 